# Pornsak Songsaeng
Pornsak Songsaeng (พรศักดิ์ ส่องแสง) (Khon Kaen, 2 novembre 1960 – Nong Bua Lamphu, 15 ottobre 2021) è stato un cantante thailandese.

## Discografia
- 1982 - Loi Phae (ลอยแพ)
- 1986 - Toey Sao Jan Kang Koab (เต้ยสาวจันทร์กั้งโกบ)
- 1993 - Puea Pler Jer Kan (ผัวเผลอเจอกัน)
- 2001 - Rak Borisut (รักบริสุทธิ์)
- 2001 - Phoo Phae Rak (ผู้แพ้รัก)
- 2004 - Mee Miea Dek (มีเมียเด็ก)